# 크롭카카

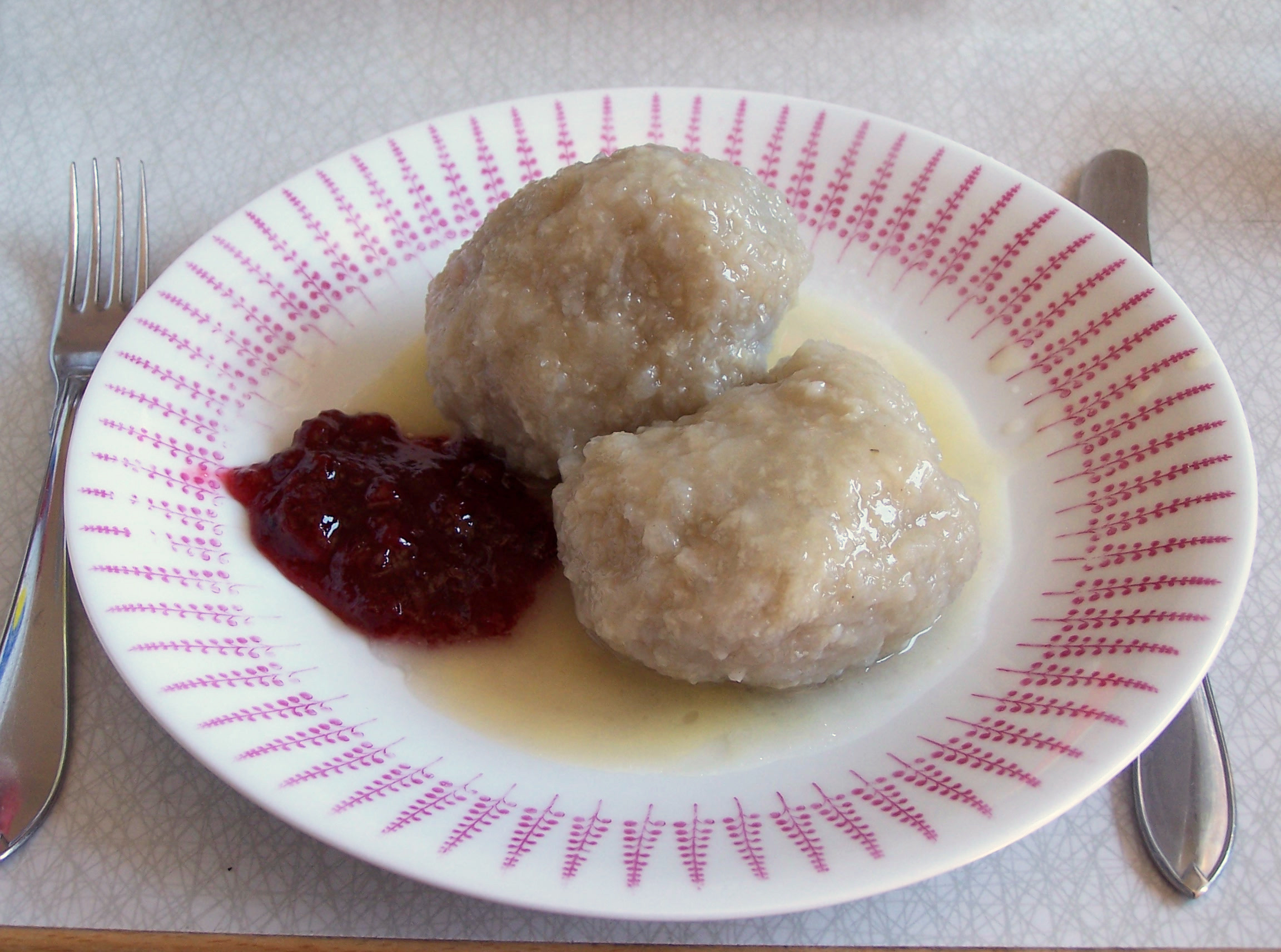
크롭카카의 모습.

크롭카카(스웨덴어: kroppkaka)는 전통적인 스웨덴의 음식으로 주로 감자와 밀가루를 섞어 만든 반대기에, 양파와 다진 돼지고기 혹은 베이컨을 다져 속으로 채운 요리이다. 크롭카카는 대부분 스웨덴의 욀런드, 스말런드, 그리고 블레킨게 지역에서 먹는다.
크롭카카는 버터, 크림, 월귤잼과 곁들어 먹는다. 조리법은 지역적으로 몇가지 변형식이 있으며, 각각 미리 삶거나 생감자를 쓴다. 어떤 크롭카카에는 향신료가 많이 들어가기도 한다. 크롭카카와 펄트는 유사해보이지만, 같은 음식은 아니다. 크롭카카는 대부분 미리 삶아진 감자와 밀로 만들지만, 펄트는 생감자와 보리를 사용해서 만든다. 또한 욀런드 지방의 크롭카카는 미리 삶은 감자보다는 생감자로 요리한다.

## 같이 보기
- 카르토펠클로스
- 피테팔트